# تيودور باشليت
تيودور باشليت (بالفرنسية: Théodore Bachelet)‏ هو كاتب فرنسي، ولد في 15 يناير 1820 في Pissy-Pôville ‏ في فرنسا، وتوفي في 26 سبتمبر 1879 في روان في فرنسا.